# Croce Rossa delle Isole Salomone
La Croce Rossa delle Isole Salomone (in inglese Solomon Islands Red Cross Society) è la società nazionale della Croce Rossa delle Isole Salomone, stato della Melanesia.

## Denominazione ufficiale
- Solomon Islands Red Cross Society (SIRCS), in lingua inglese, idioma ufficiale delle Isole Salomone.[2]

## Storia
Nata come filiale della Croce Rossa Britannica, il Parlamento riconobbe il Solomon Islands Red Cross Society Act il 9 giugno 1983, convertito in legge dal governatore generale il 6 luglio. In questo modo la Società veniva riconosciuta dal Governo e il 15 luglio venne fondata ufficialmente.

## Organizzazione
Secondo i dati del rapporto annuale 2019:
- Presidente: Mockson Aaron;
- Vice presidente: John Sumana;
- Rappresentante dei giovani: Shenthel Soaki;
- Tesoriere: Richard Sakiri;
- Membro: Jillian Tutuo;
- Membro: Stanley Aupai;
- Membro: James Lapoe;
- Membro: Dunstone Aleziru.

### Comitati provinciali
Secondo i dati del rapporto annuale 2019:
- Occidentale;
- Malaita;
- Temotu;
- Rennell e Bellona;
- Guadalcanal;
- Honiara.

## Attività
La Società iniziò a operare nel campo dell'assistenza ai bambini malati, delle campagne per le donazioni del sangue, nell'educazione sanitaria, nell'assistenza ai malati di lebbra e, in collaborazione con il Consiglio Nazionale, nella preparazione ai disastri.
Tra i suoi progetti figurano il Piano Strategico (2017-2020), allineato al l'IFRC Strategic Plan 2020 e al Pacific Resilience Framework (che mira a rafforzare la decentralizzazione della Società), e il Youth and Volunteer Program (indirizzato all'incremento del coinvolgimento dei volontari, in particolare dei giovani, nelle attività della Società).